# New Barnet
New Barnet is een wijk in het Londense bestuurlijke gebied Barnet, in de regio Groot-Londen.